# Dublin Core
Dublin Core (Dublin Core Metadata Element Set, DC, DCES) – ogólny standard metadanych. Przyjęty jako standard ISO 15836-2003.
Do opisu zasobów internetowych DC definiuje 15 prostych elementów. Typowym użyciem jest wykorzystanie RDF do opisu zasobów XML lub XHTML z użyciem elementów DC.
Organizacją zajmującą się rozwijaniem i upowszechnianiem formatu Dublin Core jest Dublin Core Metadata Initiative. Celem przewodnim jest stworzenie standardu umożliwiającego wydajne przeszukiwanie zasobów elektronicznych w poszukiwaniu kluczowych informacji.
Przykładem DTD opartego na DC jest specyfikacja OMF. Standard opisu DC w wersji 1.1 stosują biblioteki cyfrowe systemu dLibra.

## Elementy standardu
W wersji 1.1 standard Dublin Core zawiera następujące elementy:
1. data          (date)
2. format        (format)
3. identyfikator (identifier)
4. język         (language)
5. opis          (description)
6. powiązanie    (relation)
7. prawa         (rights)
8. rodzaj        (type)
9. temat         (subject)
10. twórca        (creator)
11. tytuł         (title)
12. współtwórca   (contributor)
13. wydawca       (publisher)
14. zasięg        (coverage)
15. źródło        (source).

## Główne cechyDublin Core
Do głównych cech standardów metadanych Dublin Core zaliczamy:
- proste tworzenie i utrzymanie metadanych
- ogólnie zrozumiała semantyka
- wykorzystanie międzypaństwowe
- łatwość rozbudowy
- kooperacja pomiędzy zasobami i systemami indeksowania